# George Kirbye
George Kirbye (né vers 1565 - inhumé le 6 octobre 1634), est un compositeur anglais de la fin de la période Tudor et du début de l'ère jacobéenne. Il est membre de l'école anglaise de madrigaux mais compose également de la musique sacrée.
On connaît peu de choses des détails de sa vie bien que certains de ses contacts peuvent être déduits. Il travaille au Rushbrooke Hall près de Bury St Edmunds, manifestement comme tuteur des filles de Sir Robert Jermyn. En 1598, il épouse Anne Saxye puis s'installe à Bury St Edmunds. C'est probablement à cette époque qu'il fait la connaissance de John Wilbye, madrigaliste beaucoup plus célèbre qui vit et travaille à seulement quelques miles de là et dont il se rapproche parfois du style. En 1626, son épouse meurt ; on sait alors qu'il est marguillier durant les décennies qui suivent jusqu'à sa mort.

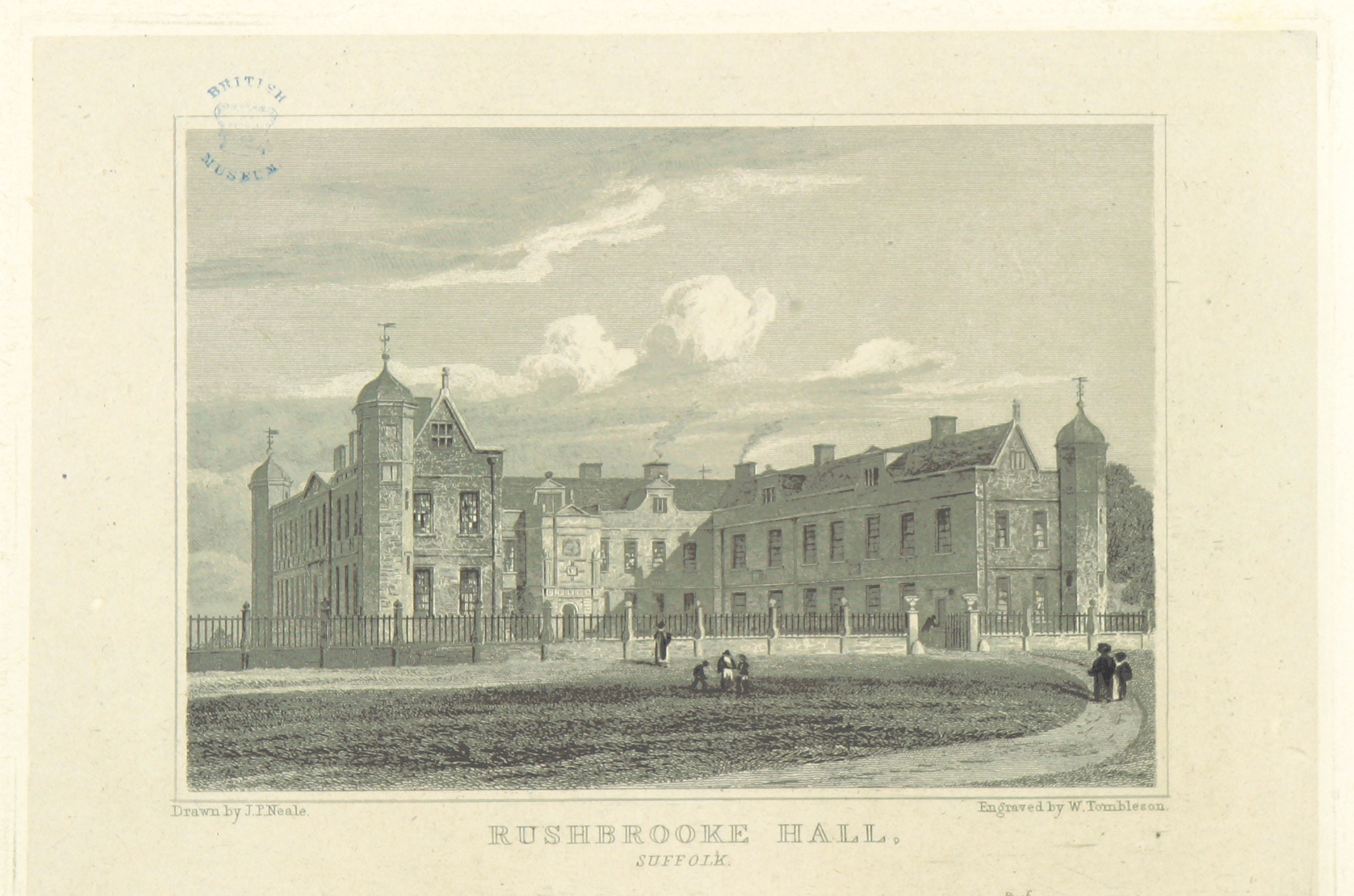
Rushbrooke Hall

Les contributions musicales les plus importantes de Kirbye sont les psaumes qu'il écrit pour le psautier de Pâques de 1592, les madrigaux qu'il compose pour the Triumphs of Oriana (1601), la célèbre collection dédiée à Élisabeth Ire d'Angleterre et un ensemble indépendant de madrigaux publié en 1597. Du point de vue stylistique, ses madrigaux ont plus en commun avec les modèles italiens fournis par Marenzio que beaucoup d'autres de ses compatriotes : ils ont tendance à être sérieux, en mode mineur et montrent une attention particulière à la disposition du texte. Contrairement à Marenzio, cependant, il restreint son imagerie spécifique.
Kirbye évite le style léger de Morley qui est alors très populaire et apporte au style madrigal le sérieux de la musique anglaise pré-madrigal. Il n'est pas aussi souvent chanté que Morley, Weelkes ou Wilbye mais n'est pas non plus aussi prolifique qu'eux. Certains de ses madrigaux cependant figurent dans les collections modernes.

## Source de la traduction
- (en) Cet article est partiellement ou en totalité issu de l’article de Wikipédia en anglais intitulé « George Kirbye » (voir la liste des auteurs).